# 托斯特格洛珀
托斯特格洛珀是德国下萨克森州的一个市镇。总面积19.53平方公里，总人口627人，其中男性307人，女性320人（2011年12月31日），人口密度32人/平方公里。